# La Bande à Dexter
La Bande à Dexter est une émission de télévision française pour la jeunesse diffusée sur France 3 de 2000 à 2004.

## Historique
L'émission est diffusée au départ le dimanche matin de 7 h 30 à 10 h 0. Lors de la saison suivante, elle est déplacée le samedi de 8 h 15 à 9 h 15.

## Dessins animés
- Johnny Bravo
- Le Laboratoire de Dexter
- Les Supers Nanas
- Courage, le chien froussard
- Ed, Edd et Eddy
- Cléo et Chico
- Monsieur Belette
- Time Squad, la patrouille du temps
- Mike, Lu et Og[2]